# Sultana, Călărași
Sultana este un sat în comuna Mânăstirea din județul Călărași, Muntenia, România.

## Amplasare
Se află la distanța de 95 km de București și 15 km de Dunăre, și este situată în partea de SE a României, pe malul drept al lacului Mostiștea, care are o suprafață de 20 km pătrați și este bogat în faună piscicolă.

## Istoric
Pe terasa înaltă a lacului Mostiștea, în punctul Malu Roșu, la aproximativ 300 m NE de sat, se află o așezare eneolitică de tip tell și necropola aferentă acesteia atribuită culturii Gumelnița având o vechime de 6.000 de ani. Este unul din cele mai cunoscute situri arheologice din sud-estul Europei.
Primele cercetări au fost realizate în anul 1923, de către profesorul Ioan Andrieșescu și studentul de atunci, Vladimir Dumitrescu și au fost continuate de Niță Angelescu, Barbu Ionescu, Constantin Isăcescu, Cornel Hălcescu. 
Între anii 1955–1966 au fost întreprinse trei campanii de săpături, dar rezultatele au rămas necunoscute. Lucrările de îmbunătățiri funciare și de amenajare a cursului Mostiștei începute în anul 1972 au afectat mai multe situri arheologice printre care și Sultana-Malu Roșu.
În perioada 1974-1982 așezarea a fost cercetată aproape în întregime de către Constantin Isăcescu și Cornel Hălcescu, dar rezultatele acestor cercetări au fost publicate doar parțial. Au fost scoase la lumină 9 locuințe aparținând fazei Gumelnița A2 și 2 locuințe aparținând fazei Gumelnița B1.
În 1981 a fost descoperită de către Constantin Isăcescu o „locuință a olarului”. Cercetările continuate de Cornel Hălcescu au dus la descoperirea unui cuptor a olarului și a unui tezaur din 11 piese din aur fiind considerat cel mai mare tezaur de la nord de Dunăre al acelei perioade.
În 2001 cercetările au fost reluate de către Radian-Romus Andreescu și Cătălin Lazăr în cadrul proiectului Dinamica locuirii neo-eneolitice de pe Valea Mostiștei care face parte din proiectul de cercetare Începuturile civilizației europene. Neo-Eneoliticul la Dunărea de Jos. Astfel, în 2002, printre altele, a fost descoperit de către Radian-Romus Andreescu vasul cu „îndrăgostiți” considerat o adevărată capodoperă a artei preistorice și vasul-rață, unul din cele mai spectaculoase vase zoomorfe.